# Amphiprion latezonatus
Amphiprion latezonatus és una espècie de peix de la família dels pomacèntrids i de l'ordre dels perciformes.

## Morfologia
- Els mascles poden assolir 14 cm de llargària total.[2][3]

## Hàbitat
Viu en zones de clima subtropical (25°S-32°S), associat als esculls de corall, a 10-45 m de fondària i en simbiosi amb l'anemone Heteractis crispa.

## Distribució geogràfica
Es troba a Austràlia i Nova Caledònia.

## Observacions
Pot ésser criat en captivitat.